# RadBahn Münsterland

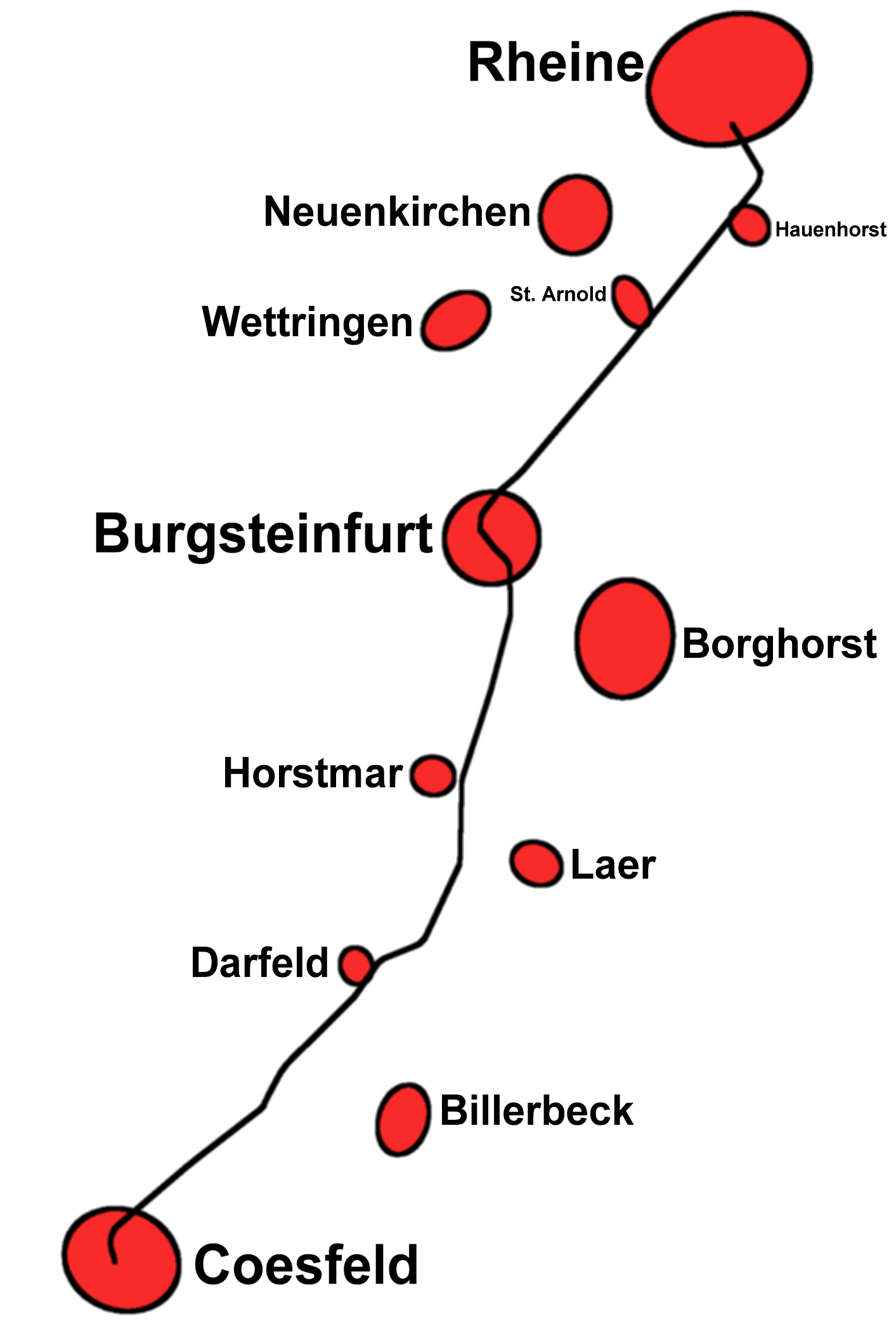
Planskizze der ehemaligen Bahntrasse Rheine-Coesfeld

Die RadBahn Münsterland ist ein 39,4 km langer Bahntrassenradweg auf der ehemaligen Strecke von Rheine nach Coesfeld (damalige Kursbuchstrecke 284), ein Teilabschnitt der Bahnstrecke Duisburg–Quakenbrück. Der Name des Radwegs wurde im Herbst 2011 vergeben und löst damit die frühere Projektbezeichnung Schlossallee Radweg Rheine – Coesfeld ab.
Nachdem der Betrieb 1984 für den Personennahverkehr und endgültig auch 1999 für den Güterverkehr geendet hatte, wurden die ehemaligen Bahngleise schnell von Gras, Büschen und Bäumen überwuchert.
2008 entschlossen sich die angrenzenden Städte und Gemeinden, die stillliegende Bahntrasse zu kaufen und zu einem Radweg umzuwandeln. Dies wurde auch vom Land Nordrhein-Westfalen unterstützt. Die Baukosten betrugen etwa 6,4 Mio. Euro, wovon das Land 5,2 Mio. Euro übernahm.

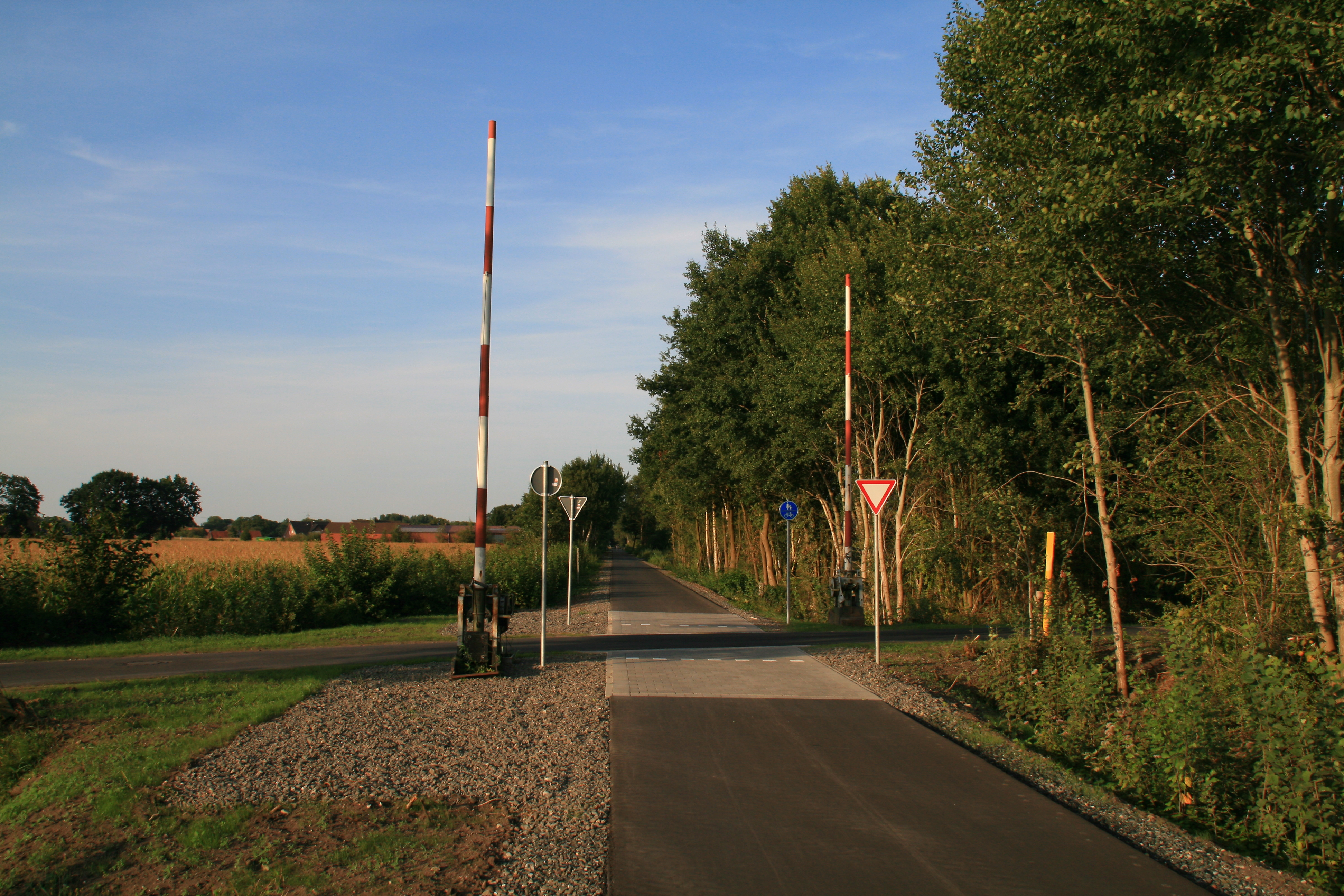
Am ehem. Bahnübergang Hessenweg in Hauenhorst sind die Schranken stehengeblieben

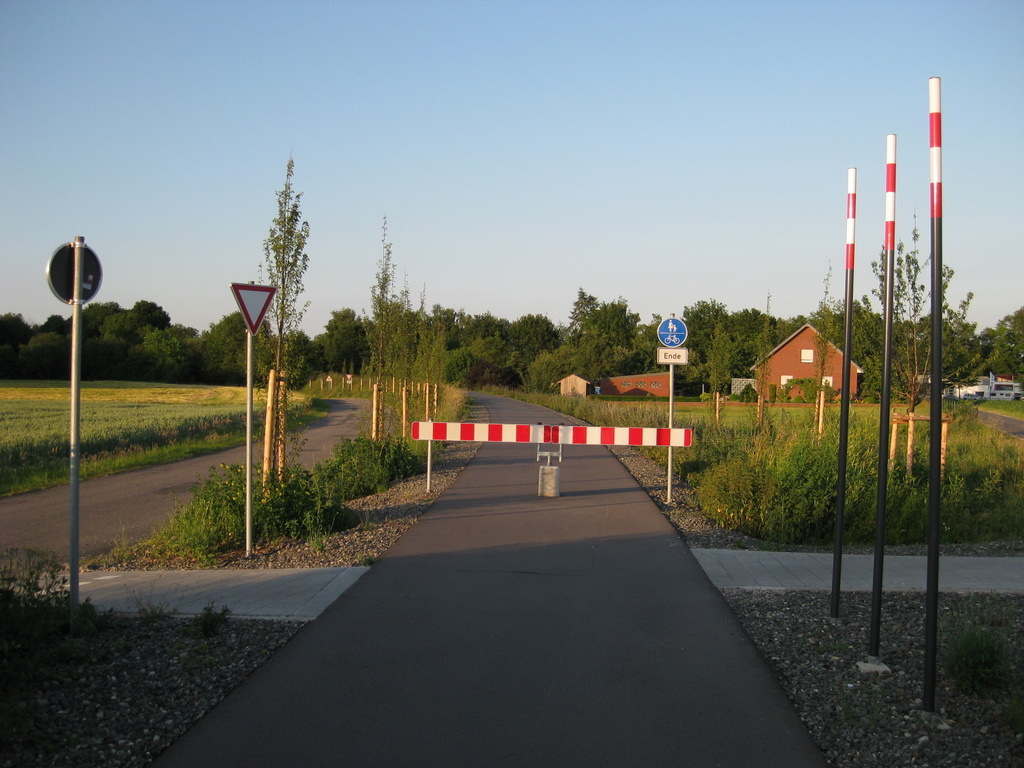
Radweg in Rheine-Hauenhorst, seit dem 20. Dezember 2012 ist die Sperrung aufgehoben.

## Streckenführung
Die RadBahn Münsterland ist von Rheine (Staelskottenweg) bis Billerbeck-Lutum als Bahntrassenradweg fertiggestellt. Sie wurde am 5. Mai 2013 am neuen Generationenpark Darfeld, dem alten Darfelder Bahnhof, mit einem großen Fest offiziell eröffnet. Der erste Bauabschnitt bis Steinfurt war bereits am 9. August 2009 im Bahnhof St. Arnold (ehemals Neuenkirchen Land), der zweite seit Herbst 2011 befahrbare Abschnitt bis Horstmar am 25. April 2012 eröffnet worden. Der dritte Bauabschnitt bis Lutum wurde am 21. September 2012 offiziell freigegeben. Seit dem 20. Dezember 2012 ist das Teilstück von Rheine-Hauenhorst bis zum Staelskottenweg in Rheine befahrbar, der Weg führt über das Gelände des ehemaligen Bahnbetriebswerks Rheine. Somit kann die RadBahn jetzt bis Rheine ohne Umwege genutzt werden. Ab Lutum ist die Bahnstrecke noch in Betrieb. Daher wird das bestehende Radwegenetz für die Fortführung der RadBahn Münsterland nach Coesfeld genutzt.
Die Längenangabe von 39,4 km bezieht sich auf die Ausbaustrecke zwischen den noch befahrenen Bahnstrecken Münster – Coesfeld bzw. Münster – Rheine. Für die Gesamtstrecke Coesfeld – Rheine, wie sie heute vermarktet wird, sind ca. 8 km von Coesfeld nach Lutum und ca. 4 km von Hauenhorst bis Rheine hinzuzurechnen.

## Ausstattung
Der Radweg ist drei Meter breit und mit einer glatten Asphaltschicht überzogen, was ihn auch für Inlineskater interessant macht. Außerdem sind viele Projekte in Planung beziehungsweise bereits fertiggestellt. So kann an einem sogenannten Melkhus pausiert werden, um verschiedene Milchspeisen zu probieren. Außerdem wurden an einigen Stellen Bänke aufgestellt.
Die Bahnhofsgebäude sind noch erhalten, und neue Nutzungen werden durch diesen Radweg möglich. Außerdem gibt es einige interessante Brückenbauwerke, die fast alle restauriert wurden bzw. werden. Am Bahnhof St. Arnold sind Schienen liegengeblieben; der Eisenbahnverein ECN Nordwestmünsterland e. V. organisiert dort Fahrten mit einer historischen Draisine. Seit dem Jahr 2013 richtet der Verein eine jährliche Draisinenmeisterschaft aus. Außerdem kann man dort alte Schienenwerkzeuge besichtigen. Nach und nach soll ein Eisenbahnmuseum entstehen.
| - Bahnhof St. Arnold vor und nach dem Bau des Radweges - Bahnhof im November 2006 vor dem Bau des Radweges - Bauphase Mai 2009 - Nach der Fertigstellung im Herbst 2009 - Der ECN (Eisenbahn-Club Nordwest-Münsterland e.V.) betreibt eine Draisinenstrecke, Bild:Juni 2014 |

## Sehenswürdigkeiten
- Rheine: Marktplatz, Falkenhof

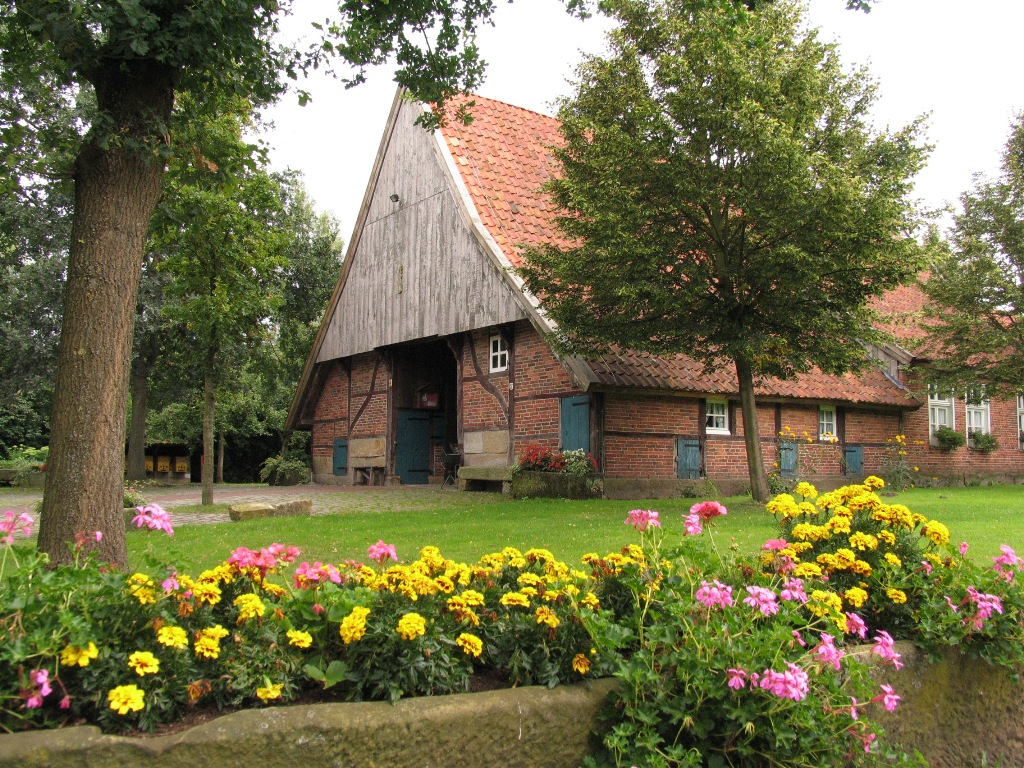
Heimathaus Ahlers in der Gemeinde Wettringen

- Historische Altstadt Steinfurt-Burgsteinfurt
- Wettringen – Haddorfer Seen
- Wettringen – Heimathaus „Ahlers“
- Wettringen – Haus Rothenberge
- Altstadt Horstmar – Stadt der Burgmannshöfe
- Horstmar – Bahnhofscafè im ehemaligen Bahnhofsgebäude
- Schloss Darfeld
- Coesfeld: Museen, Innenstadtkirchen, historische Häuser in der Mühlenstraße, Reste der mittelalterlichen Stadtbefestigung (Walkenbrückentor, Pulverturm), Coesfelder Heide mit Hünsberg